# Muraeninae

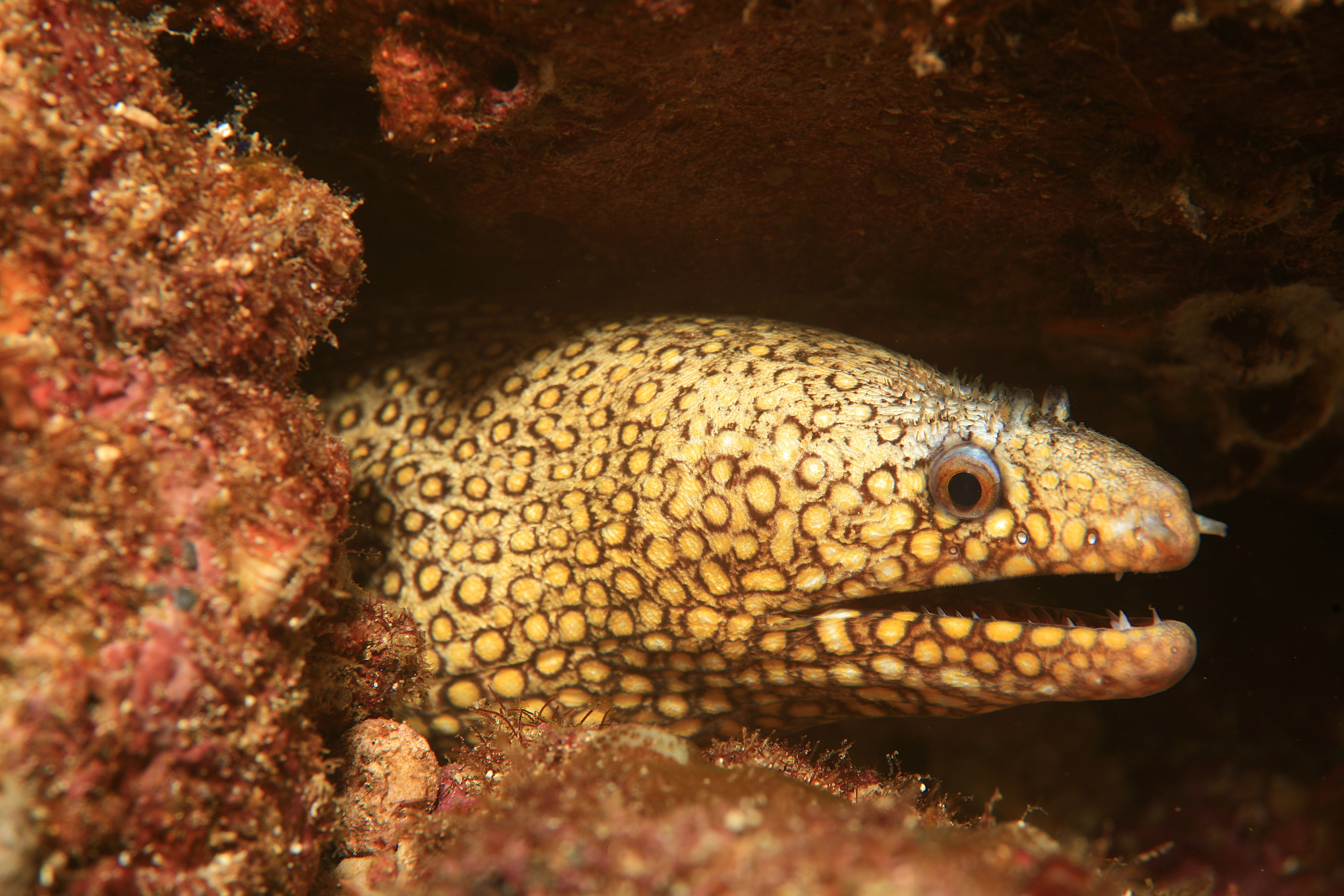
Muraena lentiginosa

A Muraeninae a sugarasúszójú halak (Actinopterygii) osztályának angolnaalakúak (Anguilliformes) rendjébe, ezen belül a murénafélék (Muraenidae) családjába tartozó alcsalád.

## Rendszerezése
Az alcsaládba 10 nem és 164 faj tartozik:
- Echidna J. R. Forster, 1788 – 11 faj
- Enchelycore J. R. Forster, 1788 – 13 faj
- Enchelynassa (Kaup, 1855) – 1 faj
  - Enchelynassa canina (Quoy & Gaimard, 1824)
- Gymnomuraena (Lacepède, 1803) – 1 faj
  - Gymnomuraena zebra (Shaw, 1797)
- Gymnothorax (Bloch, 1795) – 124 faj
- Monopenchelys (Böhlke & McCosker, 1982) – 1 faj
  - Monopenchelys acuta (Parr, 1930)
- Muraena Linnaeus, 1758 – 10 faj
- Pseudechidna (Bleeker, 1863) – 1 faj
  - Pseudechidna brummeri (Bleeker, 1858)
- Rhinomuraena (Garman, 1888) – 1 faj
  - szalagos muréna (Rhinomuraena quaesita) Garman, 1888
- Strophidon (McClelland, 1844) – 1 faj
  - Strophidon sathete (Hamilton, 1822)